# ボルステル (ディープホルツ郡)
ボルステル (ドイツ語: Borstel, 低地ドイツ語: Bössel) は、ドイツ連邦共和国ニーダーザクセン州ディープホルツ郡に属す町村（以下、本項では便宜上「町」と記述する）である。この町はジーデンブルクに本部を置くザムトゲマインデ・ジーデンブルクに属している。

## 地理

### 位置
ボルステルは、ヴィルデハウザー・ゲースト自然公園とシュタインフーダー・メーア自然公園との間、ブレーメンとミンデンとのほぼ中間に位置する。ズーリンゲンとニーンブルク/ヴェーザーとを結ぶ連邦道 B214号線に面している。

### 隣接する町村
この町は、北から時計回りにジーデンブルク、シュタッフホルスト、ヴィーツェン、ペンニヒゼール、フォイクタイ、マッセンと境を接している。

### 自治体の構成
この町は、以下の4つの地区からなる。
- ボックホープ
- ボルステル
- カンペン
- ジーデン（シャムヴェーゲを含む）

### 自然保護区
ボルステルの南東には3つの自然保護区が広がっている。
- ボルステラー・モーア自然保護区 495 ha
- ジーデナー・モーア自然保護区 825 ha
- ヘーエ・モーア自然保護区 633 ha

## 歴史
この町は1302年に初めて文献に記述されている。
1974年3月1日にこの町はボックホープ、カンペン、ジーデンと合併した。

## 行政

### 議会
この町の町議会は11議席からなる。

### 首長
名誉職の町長ディーター・エンゲルバルトは2001年9月9日に選出された。

### 紋章
図柄: この町の紋章は、黒地に金の柱。柱の中に黒い自在鉤。柱の両側には金色のグリップをもつ銀の矛。鉾の刃は互いに外を向いている。

## 文化と見所

### 建築
ボルステルの建築文化財リストには20件が記述されている。たとえば以下のものがある。
- 1864年に建設されたオランダ風車（ドイツ語版、英語版）「ライナ・ロクサーナ」は、現在は稼働していないが、遠くからも見ることができるこの町の象徴的建造物である[4]。
- 1699年に最初の記録が遺る聖ニコライ教会は、単廊式の後期ロマネスク様式ザールキルヒェ（ドイツ語版、英語版）で、ボルステルに現存する最も古い建物である。

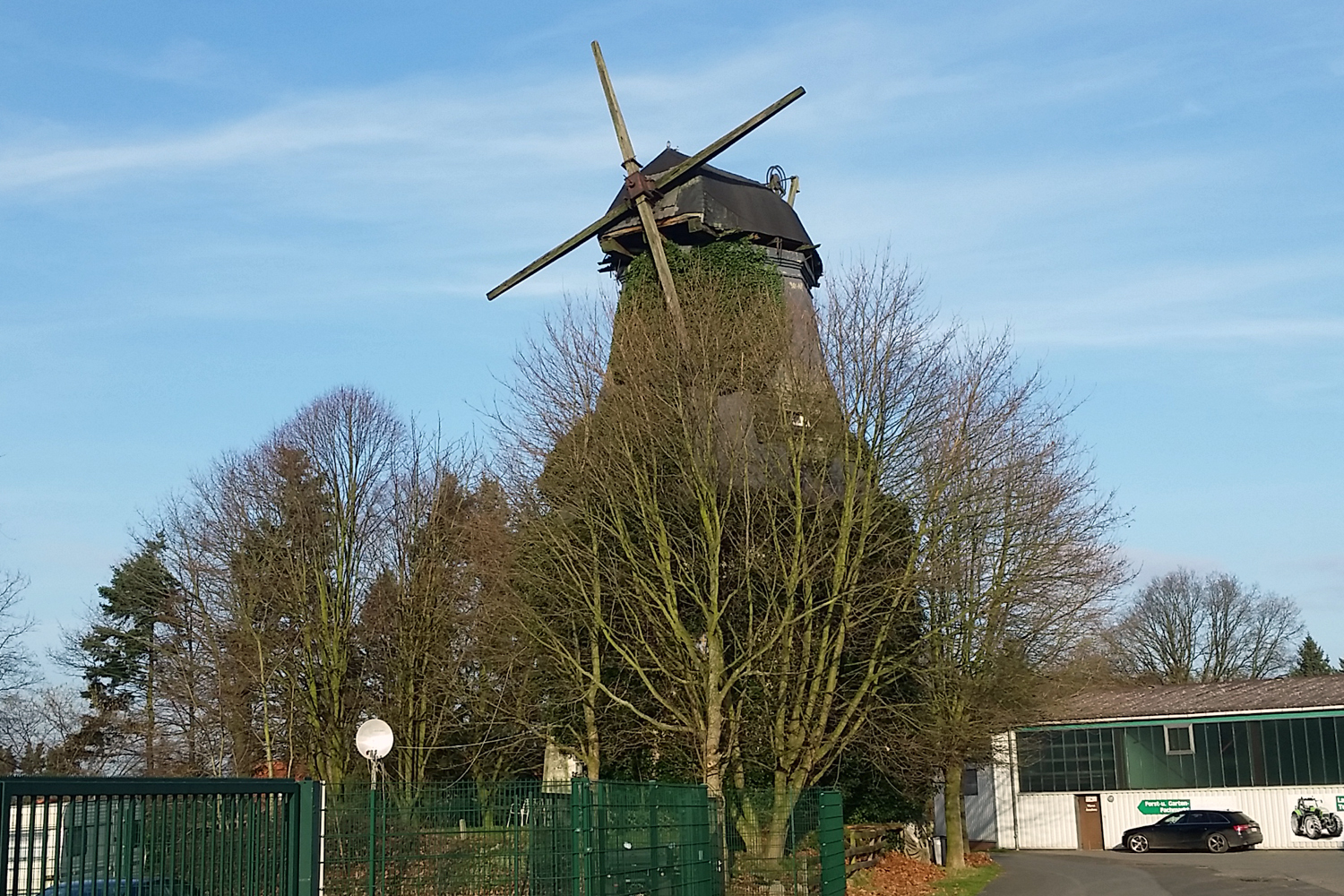
風車「ライナ・ロクサーナ」
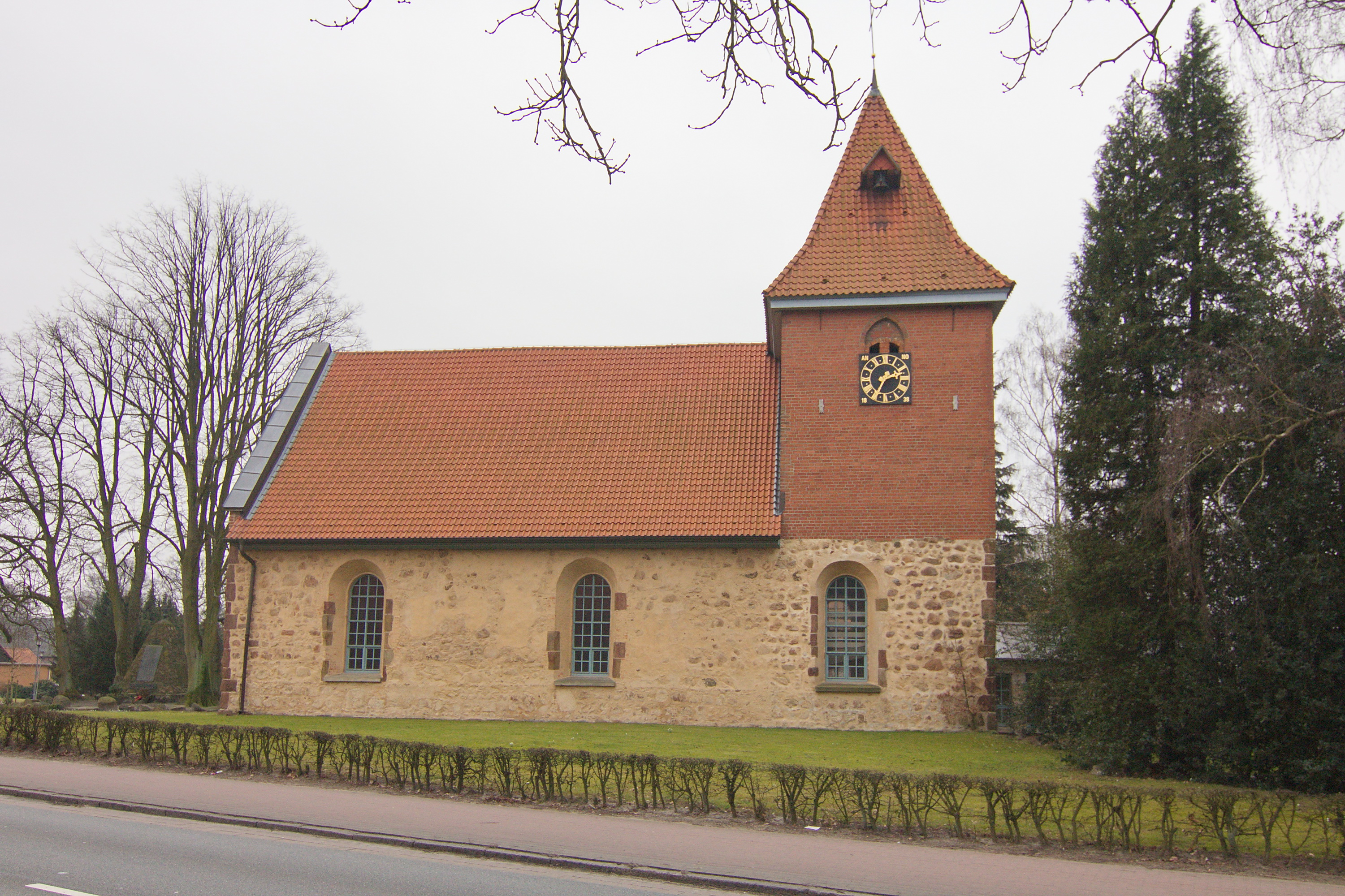
聖ニコライ教会

## 経済と社会資本
この町は、ディープホルツからニーンブルク/ヴェーザーに至る連邦道 B214号線沿いに位置している。

## その他
2016年にディープホルツ郡青年消防団のキャンプが初めてボルステルで開催された。

## 人物

### 出身者
- ゲオルク・ビューラー（1837年 -　1898年）インド学者